# Tratado de 1826 entre Chile y las Provincias Unidas del Río de la Plata
El Tratado de Amistad, Alianza, Comercio y Navegación entre Chile y las Provincias Unidas del Río de la Plata fue un acuerdo diplomático firmado el 20 de noviembre de 1826 en Santiago de Chile. Su objetivo era formalizar las relaciones bilaterales entre ambas repúblicas tras su emancipación de España. Sin embargo, el tratado no fue ratificado por Chile, por lo que nunca entró en vigor.

## Contexto histórico
Tras la emancipación hispanoamericana, Chile y las Provincias Unidas del Río de la Plata (actual Argentina) buscaron consolidar sus relaciones mediante acuerdos formales. Ambas naciones compartían intereses comunes en la defensa de su soberanía y en el fortalecimiento de la cooperación mutua.

## Contenido
El tratado constaba de 20 artículos que abarcaban diversos aspectos de la relación bilateral. Se establecía una amistad perpetua y una alianza defensiva mutua para proteger su independencia frente a cualquier dominación extranjera. Ambas repúblicas se comprometían a garantizar la integridad de sus territorios bajo el principio del uti possidetis iuris de 1810 en el artículo 3. Este principio sostiene que los estados americanos independizados debían conservar las fronteras que tenían como colonias al momento de iniciarse las guerras de independencia. El acuerdo además llamaba a actuar contra cualquier poder extranjero que intentara modificar sus límites reconocidos antes de la emancipación o posteriormente mediante tratados especiales.
Se acordaba no celebrar tratados de paz, neutralidad ni comercio con el gobierno español sin el reconocimiento previo de la independencia de todos los estados de la América antes española. Se promovía la reciprocidad perfecta en las relaciones comerciales y de navegación, otorgando a los ciudadanos de ambas repúblicas los mismos derechos y privilegios que a los naturales del país en que residieran. Se estipulaban exenciones para los ciudadanos de cada república en el territorio de la otra, incluyendo la exención del servicio militar obligatorio y de empréstitos forzosos.

## Ratificación y consecuencias
A pesar de la firma del tratado, el Congreso de Chile no lo ratificó debido a diversas dilaciones y debates internos. Aunque se aprobaron los artículos 1º y 2º, el tratado en su totalidad no fue sancionado, por lo que nunca entró en vigor. Este hecho limitó su aplicación práctica y llevó a la necesidad de futuros acuerdos para regular las relaciones bilaterales.